# 8817 Roytraver
8817 Roytraver este un asteroid din centura principală de asteroizi.

## Descriere
8817 Roytraver este un asteroid din centura principală de asteroizi. A fost descoperit pe 13 mai 1985 la Observatorul Palomar de Carolyn S. Shoemaker și Eugene M. Shoemaker. Asteroidul prezintă o orbită caracterizată de o semiaxă mare de 2,20 ua, o excentricitate de 0,13 și o înclinație de 5,1° în raport cu ecliptica.